# François Truffaut
François Roland Truffaut [fransua trifó] (6. února 1932 Paříž – 21. října 1984 Neuilly-sur-Seine) byl francouzský filmový režisér, který se na svých filmech (výjimečně i na filmech jiných tvůrců) podílel také jako producent, scenárista a herec. Byl jedním z hlavních představitelů hnutí Francouzské nové vlny, filmařů vzešlých z filmového časopisu Cahiers du cinéma (Sešity o filmu). Publikoval také několik knih o filmu, z nichž nejznámější je kniha rozhovorů s Alfredem Hitchcockem, nazvaná Rozhovory Hitchcock/Truffaut.

## Život a kariéra

### Mladá léta
Narodil se v roce 1932 v Paříži. Jeho matkou byla Jeanine de Monferrand, otec byl uveden jako neznámý. V raném dětství žil se svojí babičkou a byla to právě ona, kdo v něm vyvolal lásku ke knihám. Teprve po babiččině smrti, kdy mu bylo 10 let, začal žít se svou matkou a nevlastním otcem Rolandem Truffautem. Svého biologického otce, židovského dentistu Rolanda Lévyho, poznal až v roce 1968.
V dětství často utíkal z domova a pobýval se svými přáteli. Jeho celoživotním nejlepším přítelem byl již od mládí Robert Lachenay, se kterým často chodil za školu a čas trávil v pařížských kinech. Byl to právě film, který nabízel mladému Truffautovi únik z neuspokojivého života. Poté, co byl v roce 1946 vyloučen ze školy, začal porůznu pracovat. V patnácti letech založil vlastní filmový klub. Tehdy často navštěvoval Cinémathèque française, kde se setkával s dalšími mladými cinefily, budoucími představiteli Francouzské nové vlny a s nespočtem filmů z celého světa. Oblíbil si především film americký a režiséry jako Johna Forda, Howarda Hawkse či Alfreda Hitchcocka.

### Filmovým kritikem
V tomto období se seznámil s filmovým kritikem a teoretikem Andrém Bazinem, který měl velký vliv na jeho budoucí život. V roce 1950, kdy mu bylo 18 let, byl odveden do francouzské armády, po dvou letech ovšem dezertoval, byl zatčen a skončil ve vojenském vězení. Bazin využil svého politického vlivu a zařídil jeho propuštění, načež jej zaměstnal ve svém nově založeném filmovém časopise Cahiers du cinéma. Během několika následujících let se stal filmovým kritikem a získal si pověst svými útočnými a nekompromisními recenzemi. V roce 1954 napsal slavný článek nazvaný „Jistá tendence francouzského filmu“, ve kterém ostře napadl soudobý stav francouzské kinematografie a kritizoval konkrétní filmové tvůrce. To mu vysloužilo přezdívku „Hrobník francouzské kinematografie“ a jako jediný kritik nebyl vpuštěn na filmový festival v Cannes v roce 1958.

### Filmovým režisérem

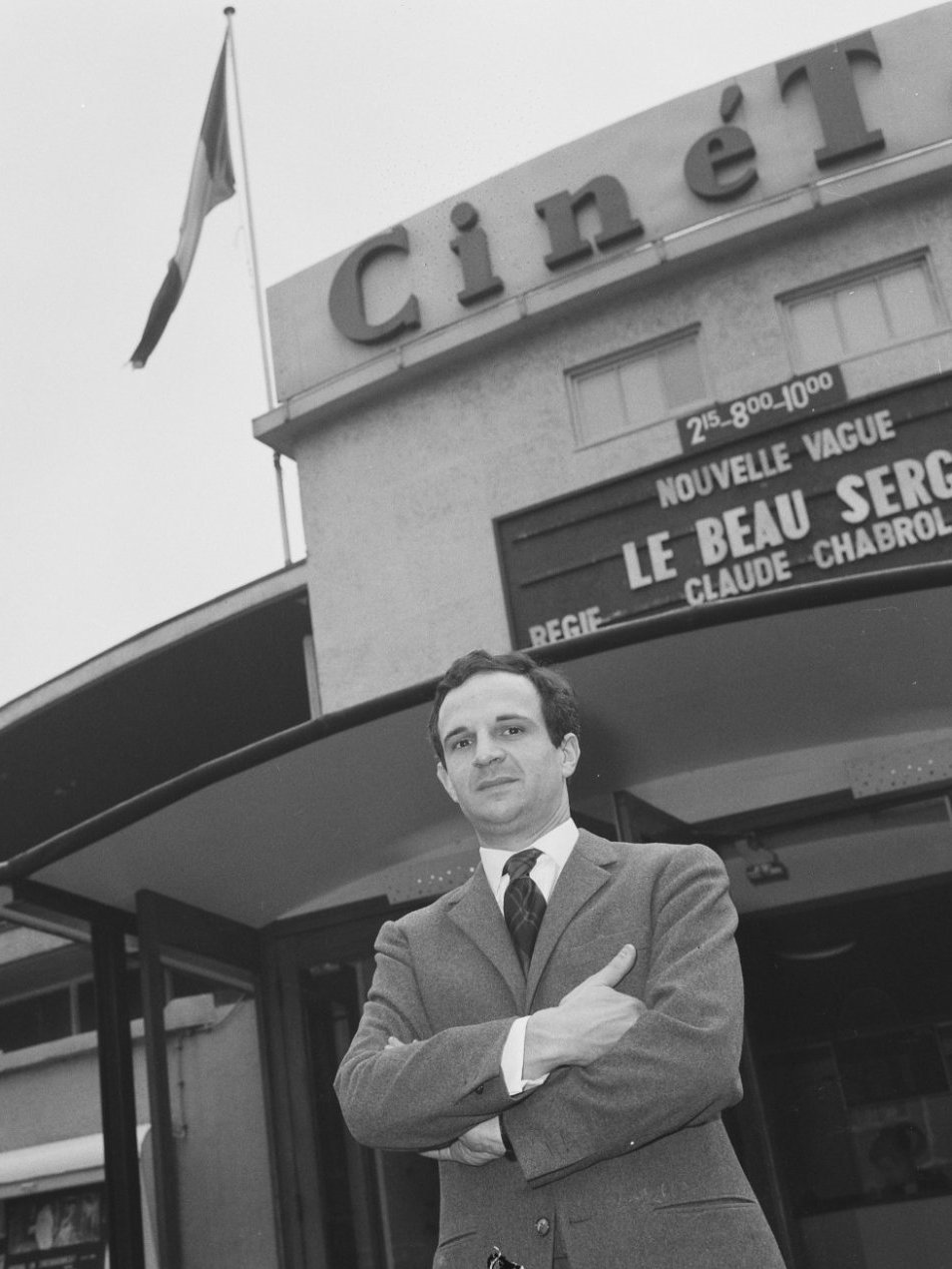
François Truffaut v roce 1965

Tehdy se začal věnovat samotné filmové tvorbě, byl asistentem u Roberta Rosselliniho a natočil dva krátkometrážní filmy. Jeho prvotinou byla několikaminutová filmová hříčka nazvaná Une visite (1955), kterou natočil ve zcela amatérských podmínkách s několika svými přáteli. Další film byl již ambicióznější, čtvrthodinový snímek Uličníci (1957) s debutující Bernadette Lafont. V roce 1957 se „muž, který miloval ženy“ oženil s Madeleine Morgenstern, dcerou Ignáce Morgensterna, generálního ředitele jedné z největších filmových distribučních společností ve Francii, kterému Truffaut vděčil za zajišťování financí pro jeho první filmy. S Madeleine měli dvě dcery, Lauru (1959) a Evu (1961).
Jeho první celovečerní film Nikdo mne nemá rád (1959) zaznamenal kritický i divácký úspěch. Na festivalu v Cannes, kam nebyl rok předtím vpuštěn, obdržel cenu za nejlepší režii. Film byl dosti autobiografický a Truffaut jej věnoval Andrému Bazinovi, který zemřel v době jeho natáčení. Hlavní postavu Antoina Doinela ztvárnil debutant Jean-Pierre Léaud, který se pak stal Truffautovým dvorním hercem. Jejich hlavní spoluprací bylo pokračování v osudech Antoina Doinela v sérii filmů nazvaných „Cyklus Antoina Doinela“. Také napsal scénář k jednomu z nejvýznamnějších filmů francouzské nové vlny U konce s dechem (1959), který natočil Jean-Luc Godard a ve kterém hlavní postavu ztvárnil Jean-Paul Belmondo.

François Truffaut a Claude Jade na premiéře třetího společného filmu, Láska na útěku, 1979

Po úspěchu svého debutu natočil film Střílejte na pianistu (1960), který stylisticky vycházel z amerického filmu noir. Přestože byl film vysoce kriticky ceněný, diváci na něj nechodili a nebyl finančně úspěšný. Jako svůj třetí celovečerní film realizoval dlouho připravovanou filmovou adaptaci románu Henri-Pierra Rochého Jules a Jim (1962), která mu přinesla opětovný divácký úspěch.
Po filmu Hebká kůže (1964) režíroval v americké produkci další adaptaci, tentokrát klasického sci-fi románu Raye Bradburyho 451 stupňů Fahrenheita (1965), ve které dostal příležitost k vyznání své lásky ke knihám. Natáčení tohoto filmu bylo však pro Truffauta dosti náročné, a to z několika důvodů. Jednak nebyl zvyklý na velkou produkci, protože do té doby pracoval vždy s malým štábem a rozpočtem, a jednak se natáčelo v angličtině, kterou ovládal velmi málo. Následovaly snímky Nevěsta byla v černém (1968) a Siréna od Mississippi (1969), adaptace amerických detektivních románů Williama Irishe.

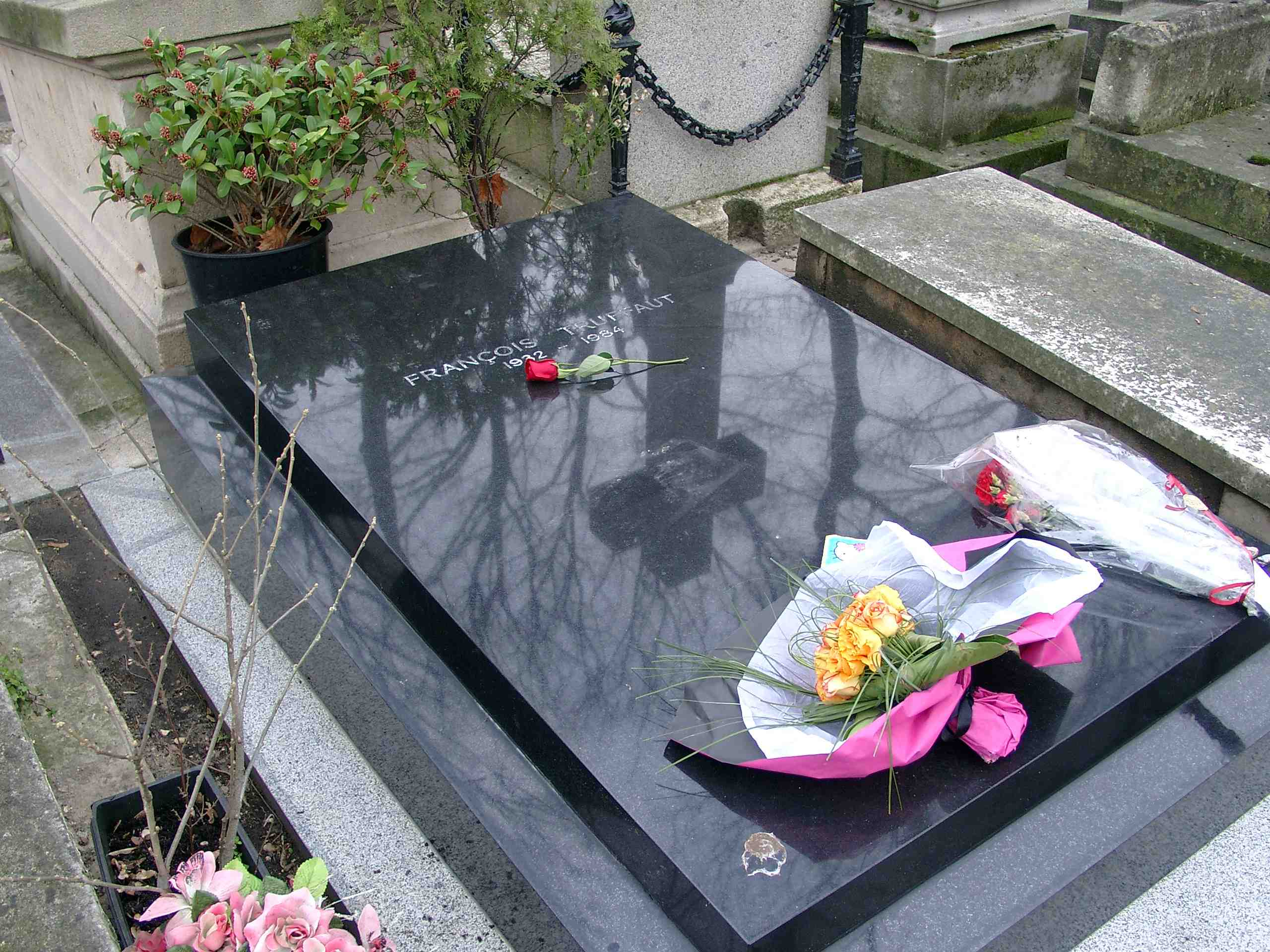
Truffautův hrob na Montmartru

Poté, co se v roce 1965 rozvedl s Madeleine Morgenstern, neměl roku 1968 daleko k dalšímu manželství, tentokrát s Claude Jade, hlavní herečkou filmů doinelovského cyklu – Ukradené polibky (1968), Rodinný krb (1970) a Láska na útěku (1979), které pokračovaly v osudech Antoina Doinela. Ve svém následujícím filmu Divoké dítě (1970) si Truffaut zahrál hlavní postavu, což později opakoval v několika svých dalších filmech.
Jeho další snímek byl Dvě Angličanky a kontinent (1971), opět podle románu Henri-Pierre Rochého. Po filmu Hezká holka jako já (1972) realizoval film Americká noc (1973), ve kterém se vyznal ze svojí lásky k filmování a který získal Oscara za nejlepší zahraniční film. Po tomto úspěchu následovaly filmy Příběh Adély H. (1975) o životě dcery Victora Huga a snímek Kapesné (1976), ve kterém zavedl diváka do svého oblíbeného světa dětí.
Ve své filmové kariéře pokračoval snímky Muž, který měl rád ženy (1977) a Zelený pokoj (1978). V té době si také zahrál postavu francouzského vědce ve filmu Stevena Spielberga Blízká setkání třetího druhu (1977), byla to jeho jediná herecká účast mimo své vlastní filmy. Poté natočil poslední část z doinelovské série, nazvanou Láska na útěku (1979). Jeho další film Poslední metro (1980) vzbudil mezinárodní pozornost, když z dvanácti nominací na Césara získal rovných deset ocenění, včetně Césara za nejlepší režii. Následně natočil film Žena od vedle (1981) s Gérardem Depardieu, se kterým spolupracoval již na svém předchozím filmu.

### Poslední léta
Jeho posledním filmem se stala symbolicky Konečně neděle! (1983), stylová pocta Alfredu Hitchcockovi. Poslední životní partnerkou mu byla herečka Fanny Ardant, se kterou natočil své poslední dva filmy a s níž měl dceru Joséphinu (1983). To, že byl Truffaut celoživotní cinefil, potvrzuje i historka, podle níž jednou vyhodil stopaře, kterého předtím nabral, když se dozvěděl, že dotyčný stopař nemá rád filmy. V roce 1983 byl Truffautovi zjištěn nádor na mozku, zemřel v roce 1984 v American Hospital v Paříži ve věku 52 let. Když umíral, měl stále několik filmů v přípravě. Je pohřben na hřbitově v Montmartru v Paříži.

## Filmografie

### Režijní filmografie (úplná)
Celovečerní filmy
- 1957: Uličníci (Les Mistons)
- 1959: Nikdo mě nemá rád (Les Quatre cents coups)
- 1960: Střílejte na pianistu (Tirez sur le pianiste)
- 1960: Tire-au-flanc 62 (Tire-au-flanc 62), režie François Truffaut a Claude de Givray
- 1962: Antoine a Colette - povídka z filmu Láska ve dvaceti letech (Antoine et Colette - L'Amour à vingt ans), více režisérů
- 1962: Jules a Jim (Jules et Jim)
- 1964: Hebká kůže (La Peau douce)
- 1966: 451° Fahrenheita (Fahrenheit 451)
- 1968: Nevěsta byla v černém (La Mariée était en noir)
- 1968: Ukradené polibky (Baisers volés)
- 1969: Siréna od Mississippi (La Sirène du Mississippi)
- 1970: Divoké dítě (L'Enfant sauvage)
- 1970: Rodinný krb (Domicile conjugal)
- 1971: Dvě Angličanky a kontinent (Les Deux anglaises et le continent)
- 1972: Hezká holka jako já (Une belle fille comme moi)
- 1973: Americká noc (La Nuit américaine)
- 1975: Příběh Adély H. (L'Histoire d'Adèle H.)
- 1976: Kapesné (L'Argent de poche)
- 1977: Muž, který měl rád ženy (L'Homme qui aimait les femmes)
- 1978: Zelený pokoj (La Chambre verte)
- 1979: Láska na útěku (L'Amour en fuite)
- 1980: Poslední metro (Le Dernier métro)
- 1981: Žena od vedle (La Femme d'à côté)
- 1983: Konečně neděle! (Vivement dimanche!)

Krátkometrážní filmy
- 1955: Une visite (Une visite)
- 1958: Příběh vody (Une histoire d'eau), režie Jean-Luc Godard a François Truffaut

### Scenáristická filmografie (úplná)
- 1959: Nikdo mne nemá rád (Les Quatre cents coups), vlastní režie
- 1959: U konce s dechem (À bout de souffle), režie Jean-Luc Godard
- 1960: Střílejte na pianistu (Tirez sur le pianiste), vlastní režie
- 1961: Tlustá hlava (Une grosse tête), režie Claude de Givray
- 1962: Antoine a Colette - povídka z filmu Láska ve dvaceti letech (Antoine et Colette - L'Amour à 20 ans), vlastní režie
- 1964: Mata Hari (Mata Hari, agent H21), režie Jean-Louis Richard
- 1964: Hebká kůže (La Peau douce), vlastní režie
- 1966: 451° Fahrenheita (Fahrenheit 451), vlastní režie
- 1968: Nevěsta byla v černém (La Mariée était en noir), vlastní režie
- 1968: Ukradené polibky (Baisers volés), vlastní režie
- 1969: Siréna od Mississippi (La Sirène du Mississippi), vlastní režie
- 1970: Divoké dítě (L'Enfant sauvage), vlastní režie
- 1970: Rodinný krb (Domicile conjugal), vlastní režie
- 1971: Dvě Angličanky a kontinent (Les Deux anglaises et le continent), vlastní režie
- 1972: Hezká holka jako já (Une belle fille comme moi), vlastní režie
- 1973: Americká noc (La Nuit américaine), vlastní režie
- 1975: Příběh Adély H. (L'Histoire d'Adèle H.), vlastní režie
- 1976: Kapesné (L'Argent de poche), vlastní režie
- 1978: Zelený pokoj (La Chambre verte), vlastní režie
- 1980: Poslední metro (Le Dernier métro), vlastní režie
- 1981: Žena od vedle (La Femme d'à côté), vlastní režie
- 1983: Konečně neděle! (Vivement dimanche!), vlastní režie

### Herecká filmografie (úplná)
- 1959: Nikdo mne nemá rád (Les Quatre cents coups), vlastní režie
- 1960: Tire-au-flanc 62 (Tire-au-flanc 62), režie François Truffaut a Claude de Givray
- 1970: Divoké dítě (L'Enfant sauvage), vlastní režie
- 1970: Rodinný krb (Domicile conjugal), vlastní režie
- 1971: Dvě Angličanky a kontinent (Les Deux anglaises et le continent), vlastní režie
- 1973: Americká noc (La Nuit américaine), vlastní režie
- 1975: Příběh Adély H. (L'Histoire d'Adèle H.), vlastní režie
- 1976: Kapesné (L'Argent de poche), vlastní režie
- 1977: Blízká setkání třetího druhu (Close Encounters of the Third Kind), režie Steven Spielberg
- 1977: Muž, který měl rád ženy (L'Homme qui aimait les femmes), vlastní režie
- 1978: Zelený pokoj (La Chambre verte), vlastní režie

## Ocenění a nominace
- 1958: Festival v Bruselu – nejlepší režie za film Uličníci
- 1959: Festival v Cannes – nejlepší režie za film Nikdo mne nemá rád
- 1974: Oscar pro nejlepší zahraniční film za film Americká noc
- 1976: nominace na Césara pro nejlepšího režiséra za film Příběh Adély H.
- 1981: César pro nejlepšího režiséra za film Poslední metro
- 1981: César pro nejlepší scénář za film Poslední metro – François Truffaut a Suzanne Schiffman
- 1981: César pro nejlepší film pro film Poslední metro
- 1984: nominace na Césara pro nejlepšího režiséra za film Konečně neděle!